# 1995年马来西亚大选
1995年马来西亚大选是于1995年4月24日至25日（星期一至星期二）举行的选举，投票选出第9届马来西亚国会下议院议员。投票在马来西亚全国192个国会选区进行，每个选区选出一名议员下议院。马来西亚13个州中的11个州（沙巴州和砂拉越州除外）在同一天的394个州立法议会选区也进行了同步选举。投票结果以马哈迪·莫哈末领导的國民陣線获胜。投票率68.3%。根据《马来西亚联邦宪法》，马来西亚需要每隔5年举行一次选举，除非首相向最高元首提出提早解散国会，抑或是对首相的不信任动议通过。

## 民意调查
由于勇于批评及接受批评，时任马来西亚首相马哈迪·莫哈末赢得最勇敢及最有勇气领袖美誉。根据《新海峡时报》资料收集及调查小组所进行的290份有关大选的调查显示，39.7％的受访者列马哈迪为最有勇气的领袖，而15.2％的受访者则选择副首相安华·依布拉欣。马哈迪除了被选为最有勇气的领袖外，也被认为是最有效率、积极及生产力的领袖，他共赢得40％受访者的投选。除了赢得上述的美誉外，马哈迪的辩才也获得37％受访者的赞赏。